# Listă de politicieni canadieni implicați în scandaluri publice
Aceasta este o listă de politicieni canadieni implicați în scandaluri publice:

## Primari
- Rob Ford⁠(en)[traduceți], a recunoscut în 2014 că a consumat crack, un derivat al cocainei, și a făcut abuz de alcool.[1][2][3][4][5]